# James Knox
Pour les articles homonymes, voir Knox.
James Knox (né le 4 novembre 1995 à Kendal en Angleterre) est un coureur cycliste britannique.

## Biographie
James Knox commence le cyclisme à l'âge de seize ans et se met rapidement en évidence, remportant notamment des étapes du Tour du Pays de Galles juniors. En 2014, faute de trouver une place dans les structures de formation de British Cycling, il rejoint l'équipe amateur Zappi, en Italie, dans laquelle il passe deux années. En 2016, il est engagé par l'équipe continentale Wiggins. Il montre ses qualités de grimpeur en terminant quatrième de la Ronde de l'Isard et sixième de la Course de la Paix espoirs. En 2017, il se classe deuxième lors d'un sprint à quatre lors de Liège-Bastogne-Liège espoirs sur le vélodrome à Liège et obtient des places d'honneur remarquées lors de courses par étapes : 5e de la Ronde de l'Isard, sixième du Tour Alsace, 8e du Tour de Croatie, du Tour du Val d'Aoste et du Tour de l'Avenir. Lors de cette course, il prend en outre la deuxième place de l'étape arrivant aux Saisies, derrière Egan Bernal. Il est alors recruté par Quick-Step Floors, équipe World Tour qui l'engage pour deux ans,,.
En février 2018, au Tour d'Abou Dabi, il fait des débuts professionnels appréciés de son leader Elia Viviani en assurant de longs relais en tête du peloton.
En fin de contrat en fin d'année 2021 avec Deceuninck-Quick Step, celui-ci est prolongé jusqu'en fin d'année 2023. En novembre 2023, la formation belge, devenue Soudal Quick-Step, annonce une nouvelle prolongation de contrat de Knox jusqu'en fin d'année 2025.

## Palmarès et résultats

### Palmarès par années
- 2012
  - 5e étape du Tour du Pays de Galles juniors
- 2013
  - 2e étape du Tour du Pays de Galles juniors
  - 3e du Tour du Pays de Galles juniors
- 2017
  - 2e de Liège-Bastogne-Liège espoirs
- 2019
  - 3e de l'Adriatica Ionica Race
  - 8e de l'UAE Tour
  - 10e du Tour de Pologne
- 2020
  - 1re étape (b) de la Semaine internationale Coppi et Bartali (contre-la-montre par équipes)
  - 7e de Tirreno-Adriatico
- 2023
  - 2e du championnat de Grande-Bretagne de cyclisme sur route
  - 8e du Tour du Pays basque

### Résultats sur les grands tours

#### Tour d'Italie
5 participations
- 2019 : non-partant (13e étape)
- 2020 : 14e
- 2021 : 53e
- 2022 : 81e
- 2025 : 19e

#### Tour d'Espagne
4 participations
- 2019 : 11e
- 2021 : 100e
- 2023 : 65e
- 2024 : 67e

### Classements mondiaux
| Année                                 | 2015  | 2016  | 2017 | 2018 | 2019 | 2020 | 2021 | 2022 | 2023 | 2024  |
| ------------------------------------- | ----- | ----- | ---- | ---- | ---- | ---- | ---- | ---- | ---- | ----- |
| UCI World Tour                        |       | nc    | nc   | 224e |      |      |      |      |      |       |
| Classement mondial                    |       | 1243e | 674e | 498e | 190e | 166e | 424e | 737e | 382e | 1817e |
| UCI Europe Tour                       | 1100e | 854e  | 399e | 472e | 156e | 136e | 350e | 562e | nc   | nc    |
|                                       |       |       |      |      |      |      |      |      |      |       |
| Légende : nc = non classéSource : UCI |       |       |      |      |      |      |      |      |      |       |